# BlackBook
BlackBook è una rivista statunitense di cultura e di attualità, con una diffusione di circa 150 000 copie, pubblicata sei volte all'anno.
Originariamente, quando venne fondata nel 1996, la cadenza di uscita era trimestrale.